# Ларрабецу
Ларрабецу, Ларрабесуа (баск. Larrabetzu (офіційна назва), ісп. Larrabezúa) — муніципалітет в Іспанії, у складі автономної спільноти Країна Басків, у провінції Біская. Населення — 1874 особи (2009).
Муніципалітет розташований на відстані близько 330 км на північ від Мадрида, 9 км на схід від Більбао.
На території муніципалітету розташовані такі населені пункти: (дані про населення за 2009 рік)
- Гастелу: 66 осіб
- Гойколегеа: 268 осіб
- Ларрабецу: 1540 осіб

## Демографія
Динаміка населення (INE ):

## Галерея зображень

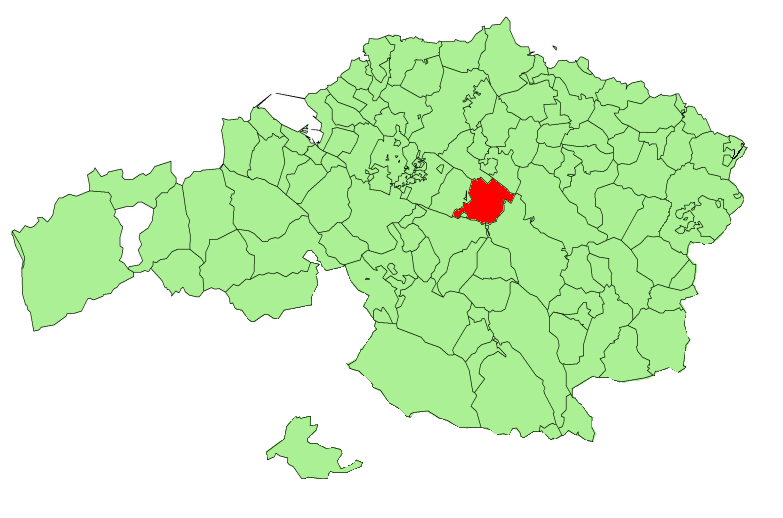
Розташування муніципалітету
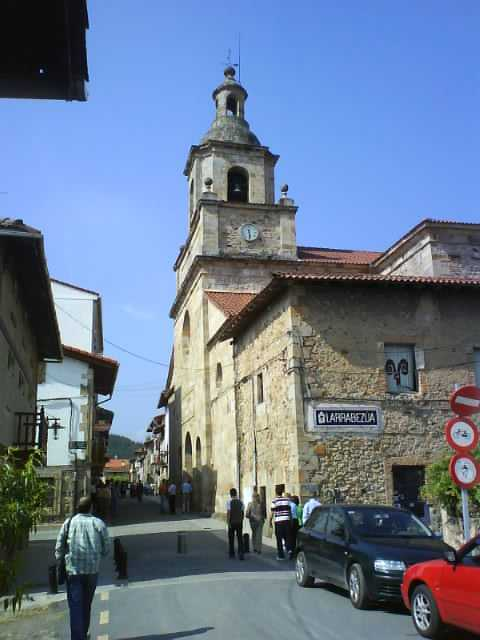
Парафіяльна церква Ларрабецу